# 스웨덴의 마천루 목록

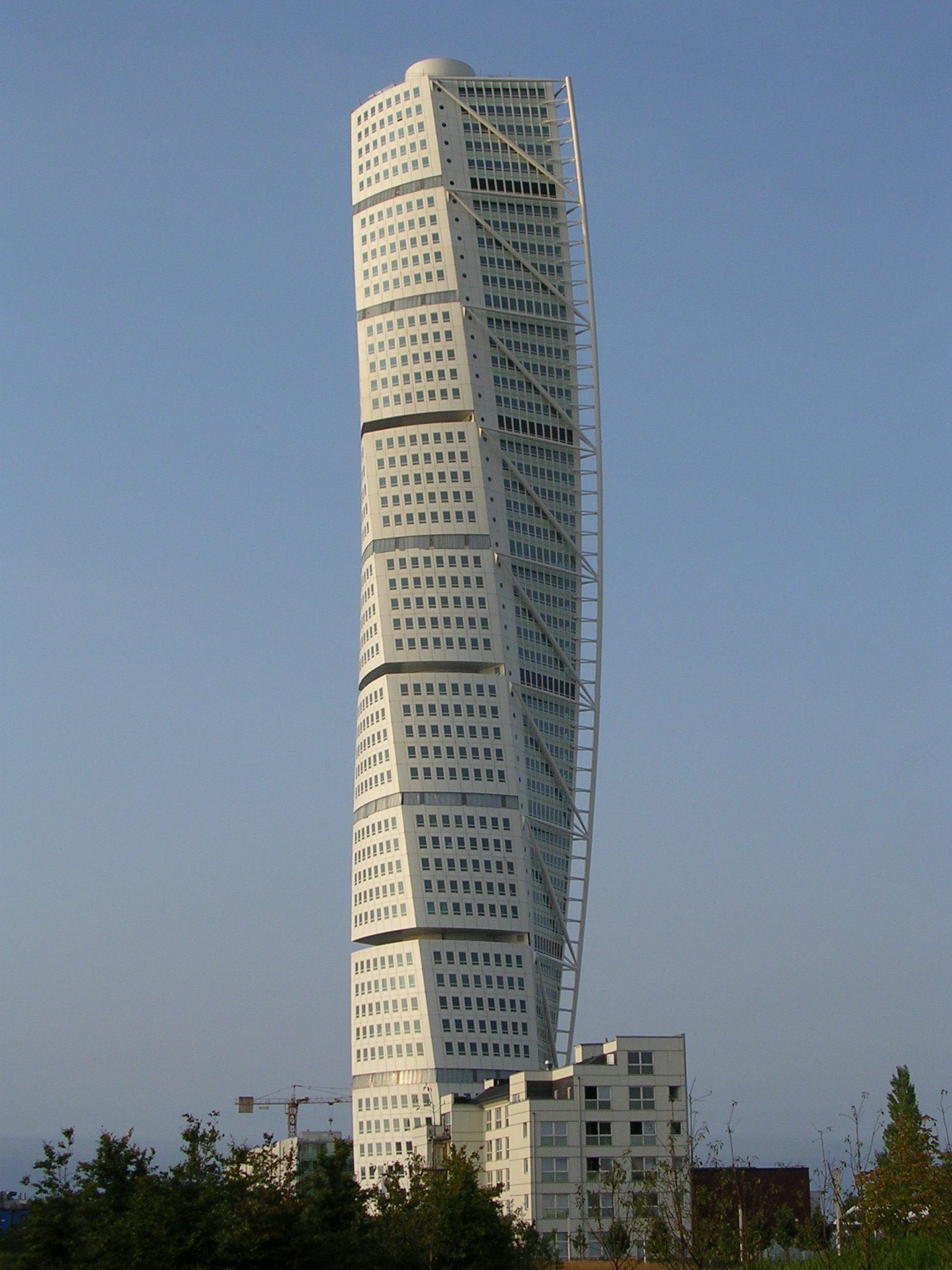
터닝 토르소는 2005년부터 스웨덴과 스칸디나비아에서 가장 높은 마천루이다.

이 문서는 스웨덴의 마천루 목록 항목이다. 스웨덴의 마천루의 역사는 스톡홀름의 쿵스가탄에 있는 쿵스토넨의 완성으로 시작되었다. 쌍둥이 빌딩은 높이가 각각 60 m (197 ft)이고 1924년과 1925년에 완공되었다. 1927년 토르 톤블라드는 스톡홀름의 블레어홀만에 미국 영감을 불어 넣은 마천루를 제안했으며,이 제안은 40층과 150m 높이였다. 당시에는 유럽에서 가장 높은 마천루였을 것이다. 제2차 세계 대전의 여파 여러 시대의 고층 건물 시대의 건축이 시작되었다, 웬너 그렌 센터, 스케트스크러판, 흐트르그르스키나, 포크잠휴셋, 크론프린센와 같은 몇 개의 고층 빌딩 건설이 시작되었다. 21세기에 접어 들면서 고층 빌딩의 새로운 물결이 2005년 이래 스웨덴에 도달했다. 말뫼의 터닝 토르소는 스웨덴과 스칸디나비아에서 가장 높은 마천루다.
많은 스웨덴의 마천루 프로젝트가 항의 후 취소되었거나 계획이 경제적으로 지속 가능하지 않음이 증명되었기 때문에 취소되었다. 텔 유에스 타워라고 하는 200 m (656 ft)의 고층 마천루는 2010년 스톡홀름 남부 교외의 텔레폰플랜에서 건설 예정이었지만 2007년에 계획이 취소되었다. 말뫼에 있는 325 m (1,066 ft)의 고층 마천루인 스칸디나비아 타워를 건설할 계획이었으나 2004년에 취소되었다. 지어졌다면, 스칸디나비아 타워는 유럽에서 가장 높은 마천루였을 것이다.

## 정의

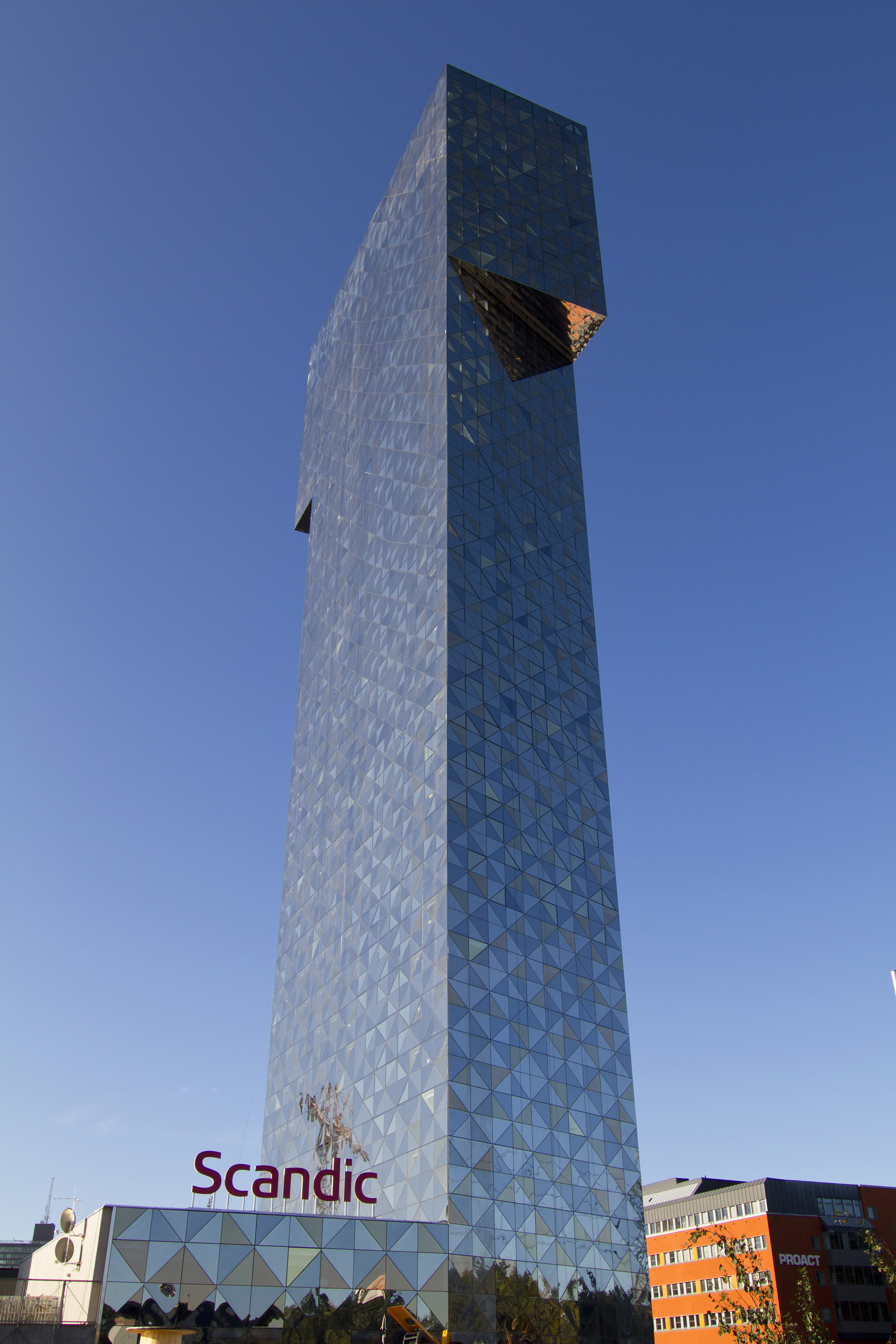
스캔딕 빅토리아 타워

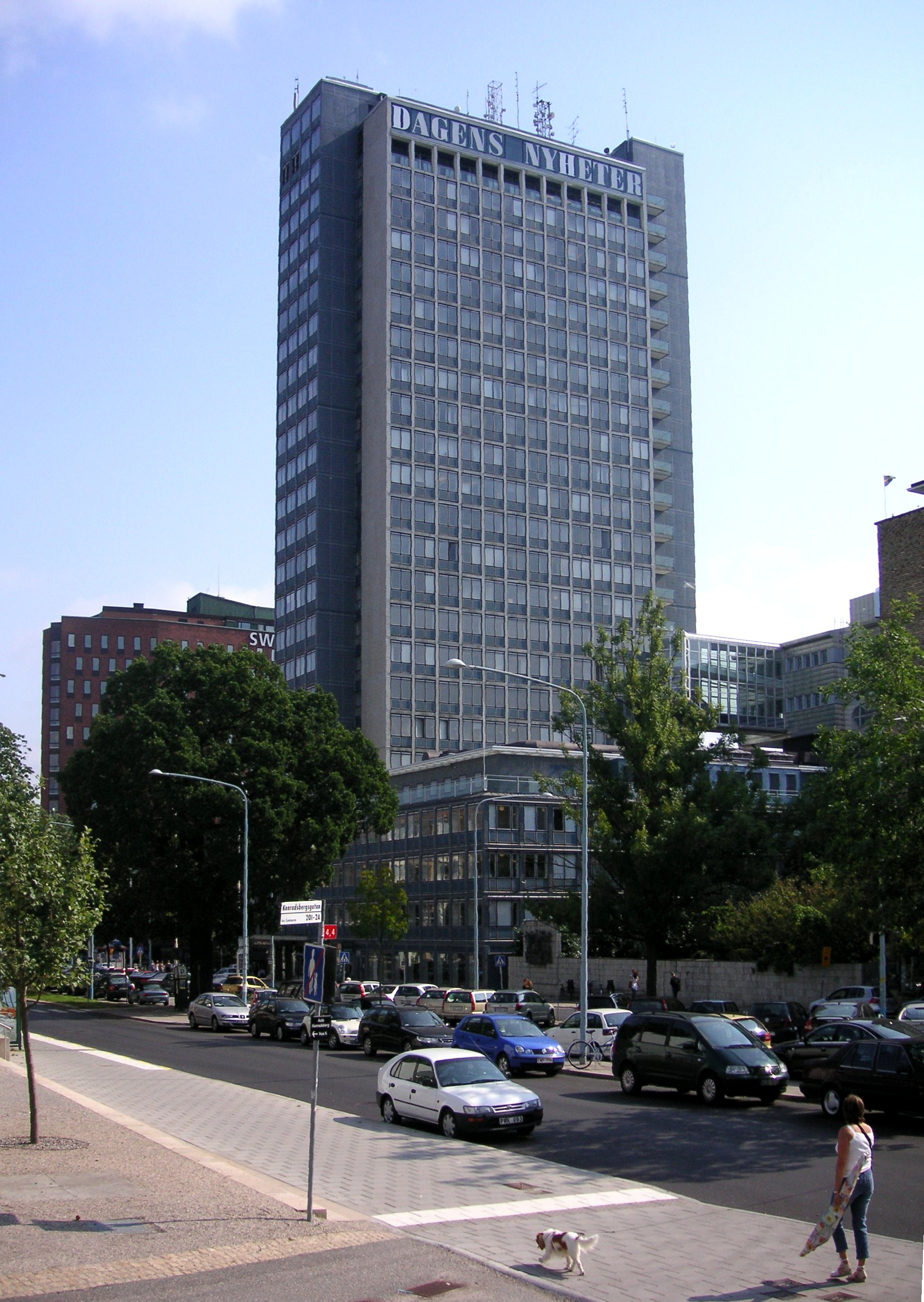
다겐스 뉘헤테르 타워

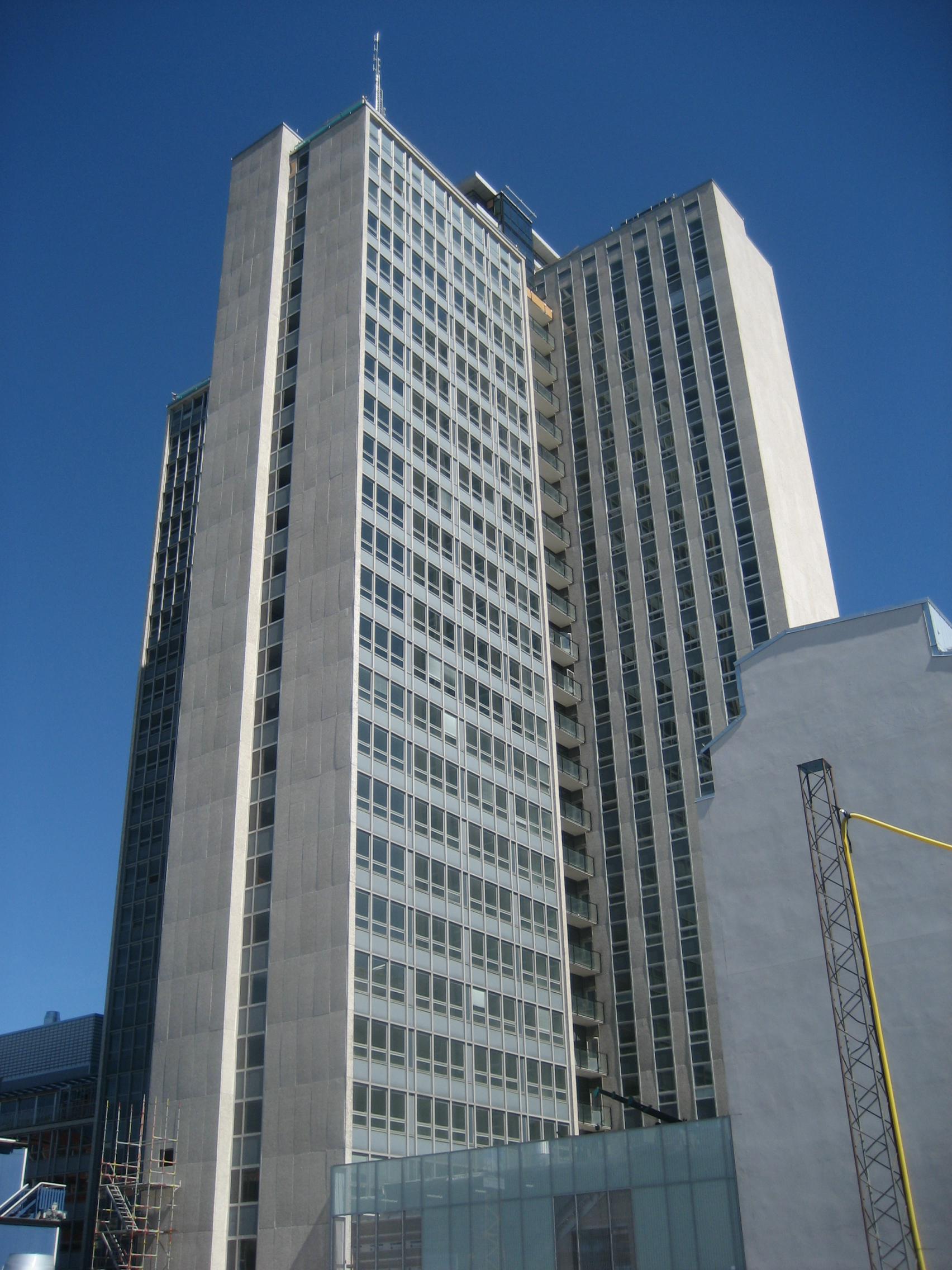
스케트스크러판

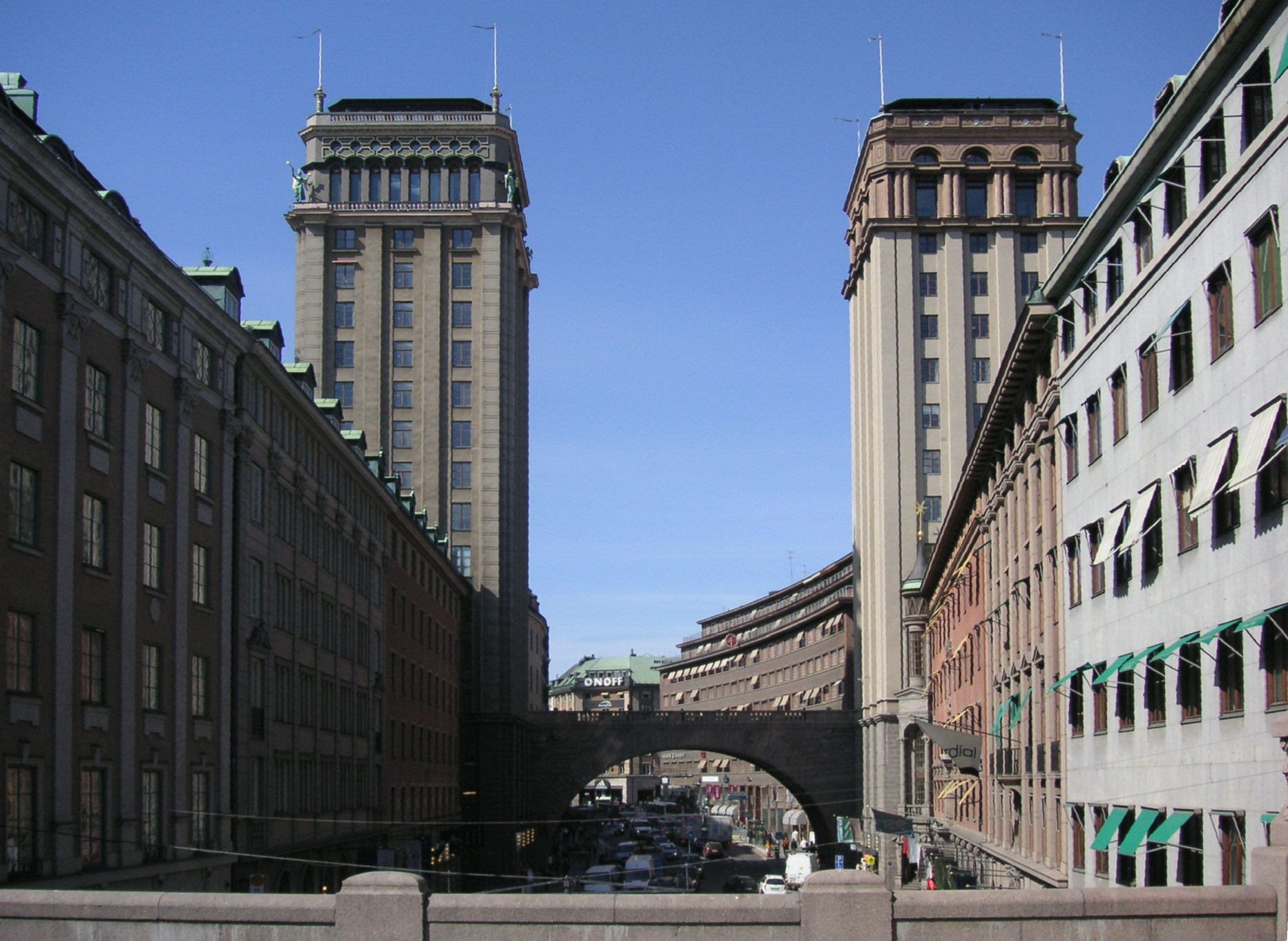
쿵스토넨

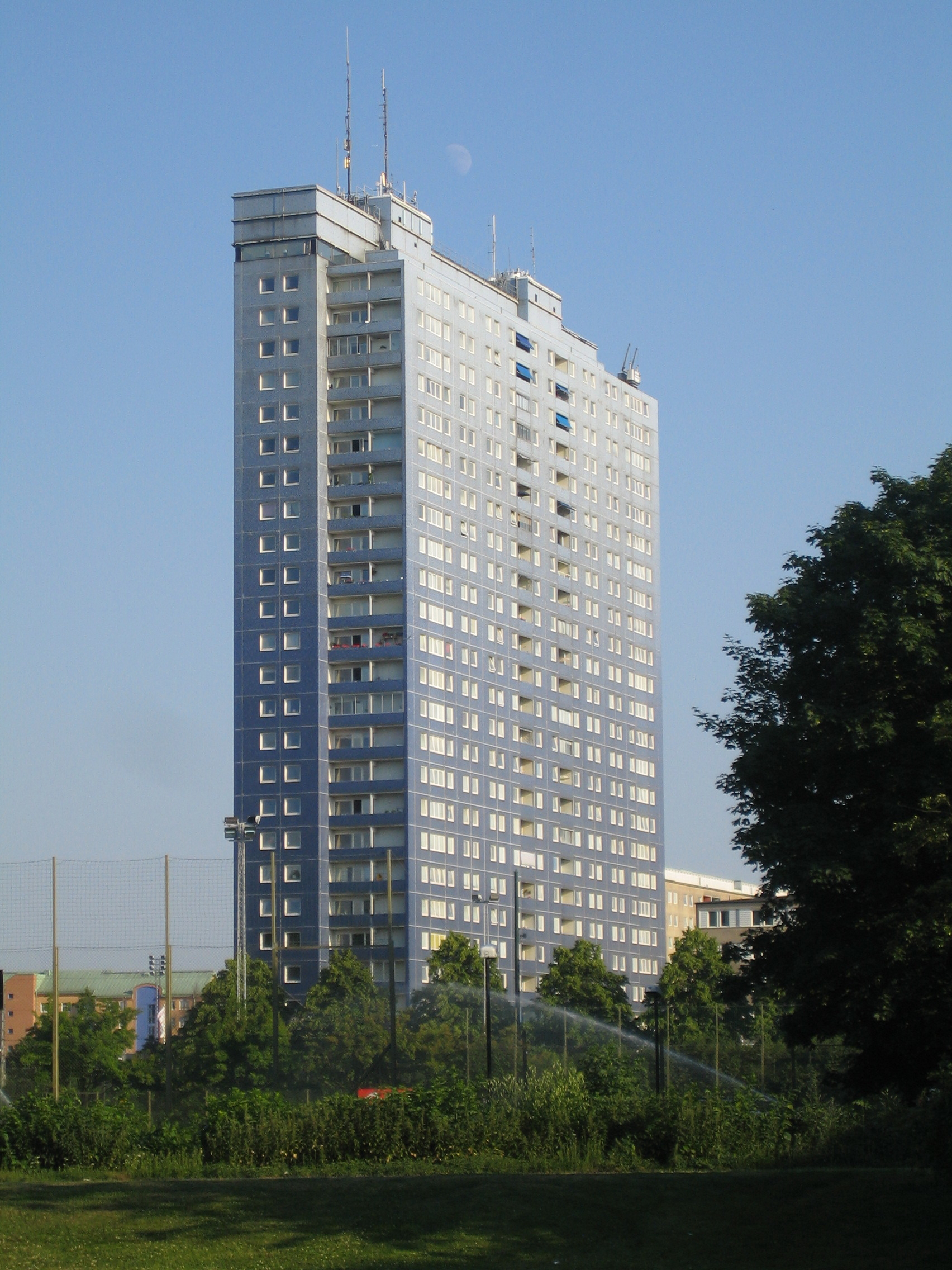
크론프린센

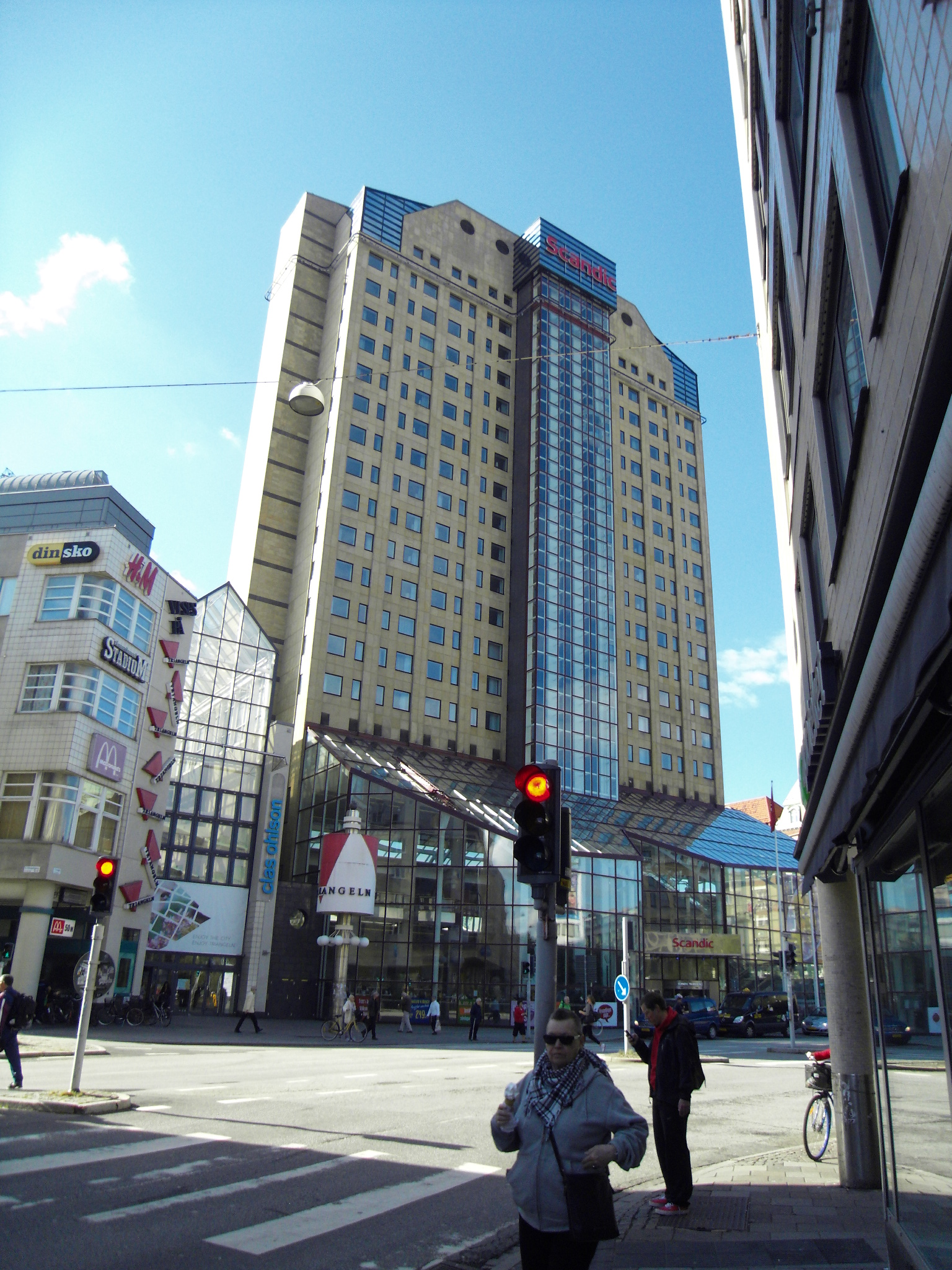
스칸딕 트라이앵글

세계초고층도시건축학회는 높이의 적어도 50%가 거주 가능한 바닥 면적을 포함한 바닥판으로 구성되어 있는 경우에만 마천루를 인정한다. 카크네스토르네르이나 웁살라 대성당과 같은이 기준을 충족시키지 못하는 구조물은 "탑"으로 정의된다.
이 목록은 CTBUH 높이 기준에 따라 스웨덴의 고층 / 마천루의 순위를 매긴다:
1. 건축상의 높이: 이것이 CTBUH가 마천루의 높이를 결정하는 주된 기준이다. 높이는 가장 낮은, 중요한, 야외, 보행자 입구의 높이에서 첨탑을 포함하여 마천루 상단까지 측정되지만 깃대와 안테나와 같은 항목은 제외된다.
2. 가장 높은 점령 층: 거주자, 근로자 또는 다른 마천루 사용자가 일관되게 차지하는 가장 높은 층의 층까지의 높이다.
3. 팁 높이: 안테나, 깃대 및 기술 장비를 포함하여 마천루의 가장 높은 지점까지의 높이다.

마천루 높이는 스웨덴의 RH2000 수직 참조 시스템을 사용하여 "플러스호드"에서 측정되며 NAP와의 영점을 공유한다. 영점은 대략 해수면에 있다. 따라서 일반적인 실수는 "플러스호드"를 마천루 높이로 인용하는 것인데 실제로 해발 높이다.
출처에 특정 유형의 높이가 명시되지 않은 경우 공식 높이인 "건축 최상부 높이" 범주에 표시된다. 정획히 알 수 없는 문자는 0으로 표시된다.

## 가장 높은 마천루
| 순위 | 이름                              | 위치                       | 건축상의 높이     | 팁 높이           | 가장 높은 점령 높이 | 층수 | 연도 | 출처                  | 비고                                               |
| ---- | --------------------------------- | -------------------------- | ----------------- | ----------------- | ------------------- | ---- | ---- | --------------------- | -------------------------------------------------- |
| 1    | 터닝 토르소                       | 말뫼                       | 190.0 m (623 ft)  | 190.0 m (623 ft)  | 178.8 m (587 ft)    | 57   | 2005 | [ 9 ]                 | 2005년 엠포리스 스카이스크래퍼 어워드 상을 받았다. |
| 2    | 키스타 사이언스 타워              | 스톡홀름                   | 125.00 m (410 ft) | 156 m (512 ft)    | 105.00 m (344 ft)   | 30   | 2003 | [ note 1 ] [ note 2 ] |                                                    |
| 3    | 키스타 토른                       | 스톡홀름                   | 117.88 m (387 ft) | 119.39 m (392 ft) | 109.68 m (360 ft)   | 40   | 2016 | [ note 1 ]            |                                                    |
| 4    | 스캔딕 빅토리아 타워              | 스톡홀름                   | 117.45 m (385 ft) | 119.95 m (394 ft) | 110.94 m (364 ft)   | 35   | 2011 | [ note 1 ]            | 스웨덴에서 가장 높은 호텔이다.                     |
| 5    | 고티아 이스트 타워                | 예테보리                   | 92.35 m (303 ft)  | 92.35 m (303 ft)  | 81.5 m (267 ft)     | 29   | 2014 | [ 10 ]                | 의심되는 "플러스 높이"의 정의를 참조하라.          |
| 6    | 말뫼 라이브                       | 말뫼                       | 87.4 m (287 ft)   | 95 m (312 ft)     | 0 m (0 ft)          | 25   | 2015 | [ 11 ] [ note 2 ]     |                                                    |
| 7    | 쏘데어 토른                       | 스톡홀름                   | 86.20 m (283 ft)  | 86.20 m (283 ft)  | 68.80 m (226 ft)    | 25   | 1997 | [ note 1 ]            | 첨탑을 가지고 지붕 높이가 75.20m다.                |
| 8    | 스케트스크러판                    | 스톡홀름                   | 85.50 m (281 ft)  | 0 m (0 ft)        | 81.15 m (266 ft)    | 28   | 1959 | [ note 1 ]            | 2007년에 2층이 추가되었다.                         |
| 9    | 디엔 스크러판                     | 스톡홀름                   | 82.38 m (270 ft)  | 0 m (0 ft)        | 78.83 m (259 ft)    | 26   | 1964 | [ note 1 ]            | 굴뚝은 85.27m다.                                   |
| 10   | 크론프린센                        | 말뫼                       | 82 m (269 ft)     | 87 m (285 ft)     | 0 m (0 ft)          | 27   | 1964 | [ 12 ] [ note 2 ]     |                                                    |
| 11   | 튀레쇠 뷰                         | 스톡홀름 / 튀레쇠          | 82 m (269 ft)     | 0 m (0 ft)        | 0 m (0 ft)          | 23   | 2014 |                       |                                                    |
| 12   | 퀄리티 호텔 프렌즈                | 스톡홀름 / 솔나            | 81.5 m (267 ft)   | 81.5 m (267 ft)   | 78.0 m (256 ft)     | 25   | 2013 | [ 13 ]                |                                                    |
| 13   | 스크러판                          | 베스테로스                 | 81.4 m (267 ft)   | 0 m (0 ft)        | 0 m (0 ft)          | 26   | 1990 |                       |                                                    |
| 14   | 릴라 봄멘                         | 예테보리                   | 81.3 m (267 ft)   | 0 m (0 ft)        | 76.3 m (250 ft)     | 23   | 1989 | [ 14 ]                |                                                    |
| 15   | 크라운 타워                       | 예테보리                   | 79.45 m (261 ft)  | 79.45 m (261 ft)  | 69.45 m (228 ft)    | 25   | 1988 | [ 15 ]                | 2013년에 6층이 추가되었다.                         |
| 16   | 포크잠휴셋                        | 스톡홀름                   | 79.29 m (260 ft)  | 85.04 m (279 ft)  | 74.49 m (244 ft)    | 26   | 1959 | [ note 1 ]            |                                                    |
| 17   | 루스텐                            | 스톡홀름                   | 77 m (253 ft)     | 78 m (256 ft)     | 0 m (0 ft)          | 24   | 2014 |                       |                                                    |
| 18   | 카젠 5                            | 스톡홀름                   | 76.15 m (250 ft)  | 76.15 m (250 ft)  | 67.95 m (223 ft)    | 25   | 2011 | [ note 1 ]            |                                                    |
| 19   | 웬너 그렌 센터                    | 스톡홀름                   | 75.70 m (248 ft)  | 0 m (0 ft)        | 72.46 m (238 ft)    | 26   | 1961 | [ note 1 ]            |                                                    |
| 20   | 카젠 4                            | 스톡홀름                   | 74.60 m (245 ft)  | 74.60 m (245 ft)  | 67.03 m (220 ft)    | 25   | 2016 | [ note 1 ]            |                                                    |
| 21   | 고티아 웨스트 타워                | 예테보리                   | 74.35 m (244 ft)  | 74.35 m (244 ft)  | 63.5 m (208 ft)     | 24   | 2001 | [ 16 ]                |                                                    |
| 22   | 이데온 게이트웨이                 | 룬드                       | 74 m (243 ft)     | 0 m (0 ft)        | 0 m (0 ft)          | 19   | 2012 |                       |                                                    |
| 23   | 트레이드 센터                     | 할름스타드                 | 73.5 m (241 ft)   | 0 m (0 ft)        | 0 m (0 ft)          | 23   | 1988 |                       |                                                    |
| 24   | 네질리캔                          | 보로스                     | 70.1 m (230 ft)   | 0 m (0 ft)        | 0 m (0 ft)          | 21   | 2014 |                       |                                                    |
| 25   | 스칸딕 인프라 시티                | 스톡홀름 / 웁풀란드 붸스비 | 70 m (230 ft)     | 0 m (0 ft)        | 0 m (0 ft)          | 24   | 1991 |                       |                                                    |
| 26   | 스칸딕 트라이앵글                 | 말뫼                       | 69 m (226 ft)     | 69 m (226 ft)     | 0 m (0 ft)          | 22   | 1989 |                       |                                                    |
| 27   | 날룬다스크러판                    | 헬싱보리                   | 68 m (223 ft)     | 0 m (0 ft)        | 0 m (0 ft)          | 22   | 2007 |                       |                                                    |
| 28   | 리카 톡 호텔                      | 스톡홀름                   | 65.1 m (214 ft)   | 69.3 m (227 ft)   | 55.5 m (182 ft)     | 19   | 2006 |                       |                                                    |
| 29   | 케이 V. 카 넨넨                   | 말뫼                       | 65 m (213 ft)     | 67 m (220 ft)     | 0 m (0 ft)          | 19   | 2014 |                       |                                                    |
| 30   | 베스테로스 시청                   | 베스테로스                 | 65 m (213 ft)     | 0 m (0 ft)        | 0 m (0 ft)          | 17   | 1958 |                       |                                                    |
| 31   | 퀄리티 호텔 뷰                    | 말뫼                       | 65 m (213 ft)     | 0 m (0 ft)        | 0 m (0 ft)          | 15   | 2015 |                       |                                                    |
| 32   | 토르넨                            | 린셰핑                     | 64 m (210 ft)     | 0 m (0 ft)        | 0 m (0 ft)          | 19   | 2009 |                       |                                                    |
| 33   | 보니어후세트                      | 스톡홀름                   | 62.20 m (204 ft)  | 62.20 m (204 ft)  | 55.45 m (182 ft)    | 18   | 1949 | [ note 1 ]            |                                                    |
| 34   | 말뫼 아레나 호텔                  | 말뫼                       | 62 m (203 ft)     | 0 m (0 ft)        | 0 m (0 ft)          | 16   | 2014 |                       |                                                    |
| 35   | 흐트르그르스키나 1–5              | 스톡홀름                   | 61 m (200 ft)     | 0 m (0 ft)        | 0 m (0 ft)          | 19   | 1962 |                       |                                                    |
| 36   | 쇠드라 쿵스토넨                   | 스톡홀름                   | 61 m (200 ft)     | 0 m (0 ft)        | 0 m (0 ft)          | 17   | 1925 |                       |                                                    |
| 37   | 쿵섬스포텐                        | 스톡홀름                   | 60.80 m (199 ft)  | 0 m (0 ft)        | 56.70 m (186 ft)    | 20   | 2011 | [ note 1 ]            |                                                    |
| 38   | 나이포넨                          | 스톡홀름                   | 60.04 m (197 ft)  | 0 m (0 ft)        | 56.80 m (186 ft)    | 21   | 1958 | [ note 1 ]            |                                                    |
| 39   | 노라 쿵스토넨                     | 스톡홀름                   | 60 m (197 ft)     | 0 m (0 ft)        | 0 m (0 ft)          | 16   | 1924 |                       |                                                    |
| 40   | 그뢰나 스크러판                   | 예테보리                   | 60 m (197 ft)     | 0 m (0 ft)        | 0 m (0 ft)          | 17   | 2010 | [ 17 ]                |                                                    |
| 41   | 가르다 비즈니스 센터              | 예테보리                   | 59.4 m (195 ft)   | 0 m (0 ft)        | 0 m (0 ft)          | 17   | 1989 |                       |                                                    |
| 42   | 포럼 낙가                         | 스톡홀름 / 낙가            | 59 m (194 ft)     | 74 m (243 ft)     | 0 m (0 ft)          | 18   | 1989 | [ note 2 ]            |                                                    |
| 43   | 코쿰슈셋                          | 말뫼                       | 59 m (194 ft)     | 65 m (213 ft)     | 0 m (0 ft)          | 16   | 1958 | [ note 2 ]            |                                                    |
| 44   | 스칸딕 호텔 아리아드네            | 스톡홀름                   | 58.55 m (192 ft)  | 0 m (0 ft)        | 53.80 m (177 ft)    | 17   | 1989 | [ note 1 ]            |                                                    |
| 45   | 스톡홀름 글로브 시티              | 스톡홀름                   | 58 m (190 ft)     | 0 m (0 ft)        | 0 m (0 ft)          | 16   | 1988 |                       |                                                    |
| 46   | 크로린세센 1                      | 말뫼                       | 57.5 m (189 ft)   | 0 m (0 ft)        | 0 m (0 ft)          | 18   | 2016 |                       |                                                    |
| 47   | 센트럴스주쿠셋                    | 크리스티안스타드           | 57 m (187 ft)     | 0 m (0 ft)        | 0 m (0 ft)          | 13   | 1973 |                       |                                                    |
| 48   | 사힐그렌스카 유니버사이트스주쿠셋 | 예테보리                   | 56 m (184 ft)     | 0 m (0 ft)        | 0 m (0 ft)          | 18   | 1959 |                       |                                                    |
| 49   | 오스쿠판                          | 예테보리                   | 56 m (184 ft)     | 0 m (0 ft)        | 0 m (0 ft)          | 16   | 1964 |                       |                                                    |
| 50   | 미팅 포인트 말뫼                  | 말뫼                       | 56 m (184 ft)     | 0 m (0 ft)        | 0 m (0 ft)          | 13   | 2015 |                       |                                                    |
| 51   | 프레룬다 수스후스                 | 예테보리                   | 55 m (180 ft)     | 0 m (0 ft)        | 0 m (0 ft)          | 17   | 1967 |                       |                                                    |
| 52   | ÅF-휴셋                           | 예테보리                   | 55 m (180 ft)     | 0 m (0 ft)        | 0 m (0 ft)          | 16   | 2014 |                       |                                                    |
| 53   | 나이아가라                        | 말뫼                       | 54 m (177 ft)     | 56 m (184 ft)     | 0 m (0 ft)          | 11   | 2015 |                       |                                                    |
| 54   | 유니버사이트스주쿠셋              | 룬드                       | 53 m (174 ft)     | 55 m (180 ft)     | 0 m (0 ft)          | 14   | 1968 |                       |                                                    |
| 55   | 테노렌                            | 말뫼                       | 52 m (171 ft)     | 0 m (0 ft)        | 0 m (0 ft)          | 19   | 2016 |                       |                                                    |
| 56   | 호텔 오팔렌                       | 예테보리                   | 51.5 m (169 ft)   | 0 m (0 ft)        | 0 m (0 ft)          | 16   | 2009 | [ 18 ]                |                                                    |
| 57   | 슬래그셋                          | 말뫼                       | 51 m (167 ft)     | 51 m (167 ft)     | 0 m (0 ft)          | 13   | 1991 |                       |                                                    |
| 58   | 스튜던트스크러판                  | 셰브데                     | 50 m (164 ft)     | 0 m (0 ft)        | 0 m (0 ft)          | 18   | 2006 |                       |                                                    |

## 제안된 마천루
또한 이 목록에는 위치 소거 단계 중에 공사중인 마천루도 포함된다.
| 이름                            | 위치     | 높이            | 층수 | 비고                                                   |
| ------------------------------- | -------- | --------------- | ---- | ------------------------------------------------------ |
| 칼라토네르 (공사중)             | 예테보리 | 245 m (804 ft)  | 73   |                                                        |
| 노라 토르넨 1 (공사중)          | 스톡홀름 | 120 m (394 ft)  | 35   |                                                        |
| 포인트 하이일리 (공사중)        | 말뫼     | 110 m (360 ft)  | 29   |                                                        |
| 노라 토르넨 2 (공사중)          | 스톡홀름 | 104 m (341 ft)  | 30   |                                                        |
| 가스크락안 (제안됨)             | 스톡홀름 | 95.1 m (312 ft) | 29   |                                                        |
| 카젠 6 (공사중)                 | 스톡홀름 | 87.6 m (287 ft) | 26   |                                                        |
| 레브나드스콘스턴나렌 1 (승인됨) | 말뫼     | 84 m (276 ft)   |      |                                                        |
| 컬처 카스바 (제안됨)            | 말뫼     | 80 m (260 ft)   | 26   | MIPIM 어워드 2013에서 최고의 미래 프로젝트를 수상했다. |
| 팩룸멧 1 (제안됨)               | 스톡홀름 | 74 m (243 ft)   | 24   |                                                        |
| 팩룸멧 2 (제안됨)               | 스톡홀름 | 72 m (236 ft)   | 24   |                                                        |
| 파이토네르 (승인됨)             | 말뫼     | 71.1 m (233 ft) | 16   |                                                        |
| 레브나드스콘스턴나렌 2 (승인됨) | 말뫼     | 67.2 m (220 ft) |      |                                                        |
| 드로펜 (승인됨)                 | 말뫼     | 62.9 m (206 ft) |      |                                                        |
| 파브리켄 (승인됨)               | 말뫼     | 56.3 m (185 ft) |      |                                                        |
| 드리브밴켄 (승인됨)             | 말뫼     | 50 m (164 ft)   |      |                                                        |

## 같이 보기
- 스웨덴의 구조물 목록

## 각서
1. 1 2 3 4 5 6 7 8 9 10 11 12 13 14   데이터는 스톡홀름 도시 도시 계획 사무실 아카이브 구조 도면에서 검색되었다. 따라서 온라인에서 찾은 대부분의 출처보다 정확하다.
2. 1 2 3 4 5   안테나의 높이는 대략적인 값이다.